# Jättesimbräken
Jättesimbräken, Salvinia molesta är en simbräkenväxtart som beskrevs av David Searle Mitchell. Jättesimbräken ingår i släktet Salvinia och familjen Salviniaceae. Inga underarter finns listade. Arten är förbjuden enligt EU:s lista över invasiva arter.

## Bildgalleri

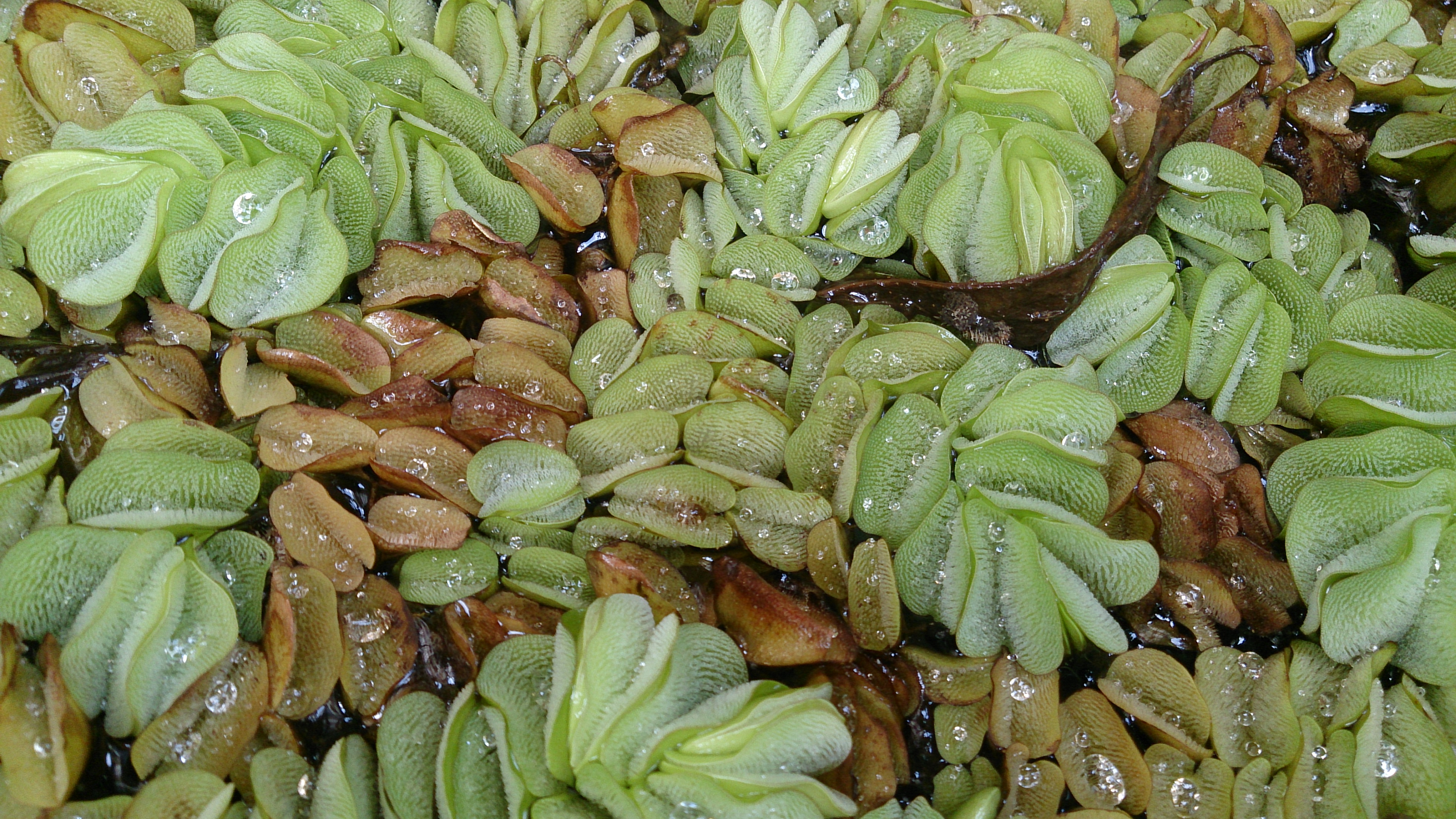
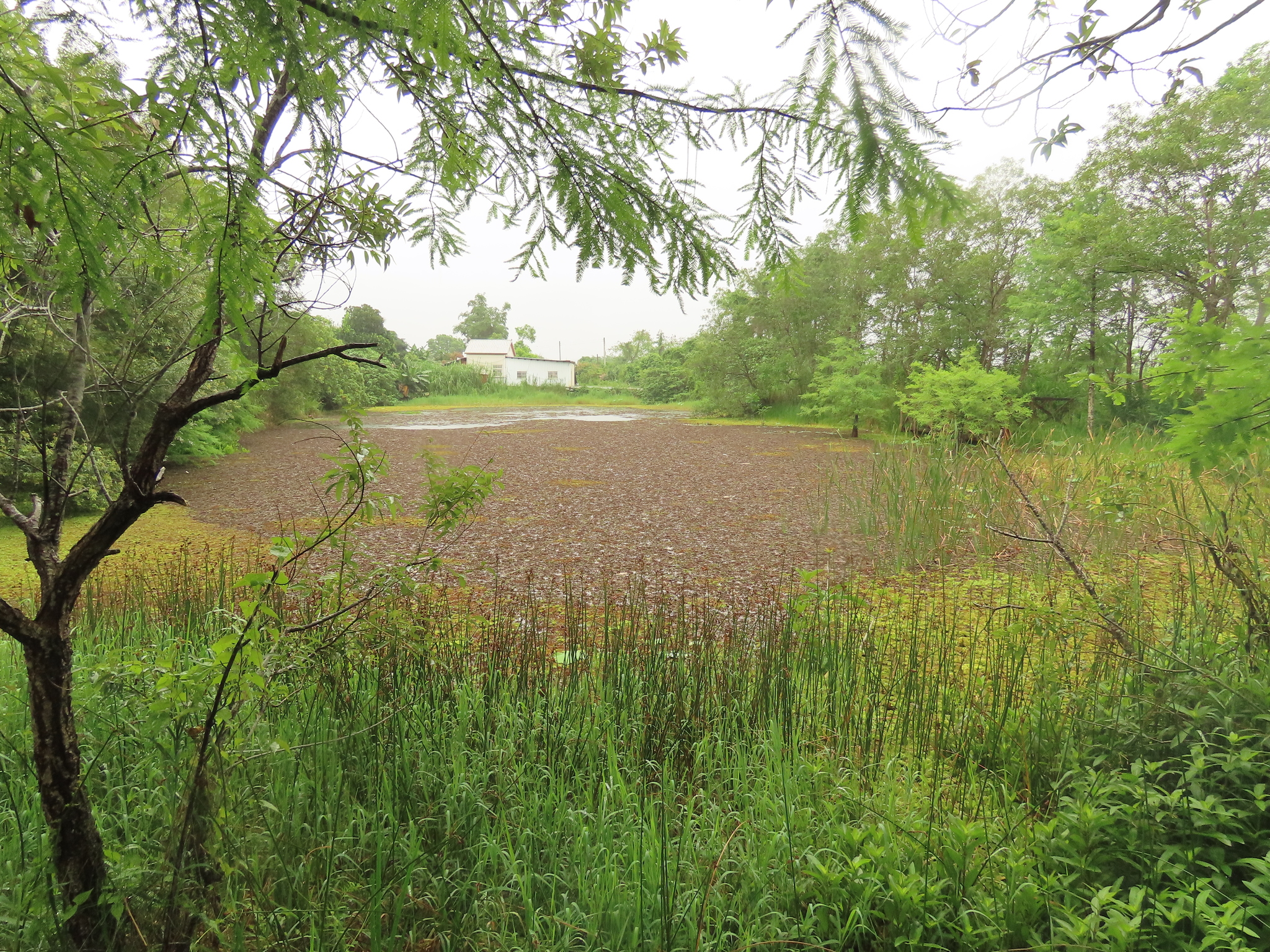
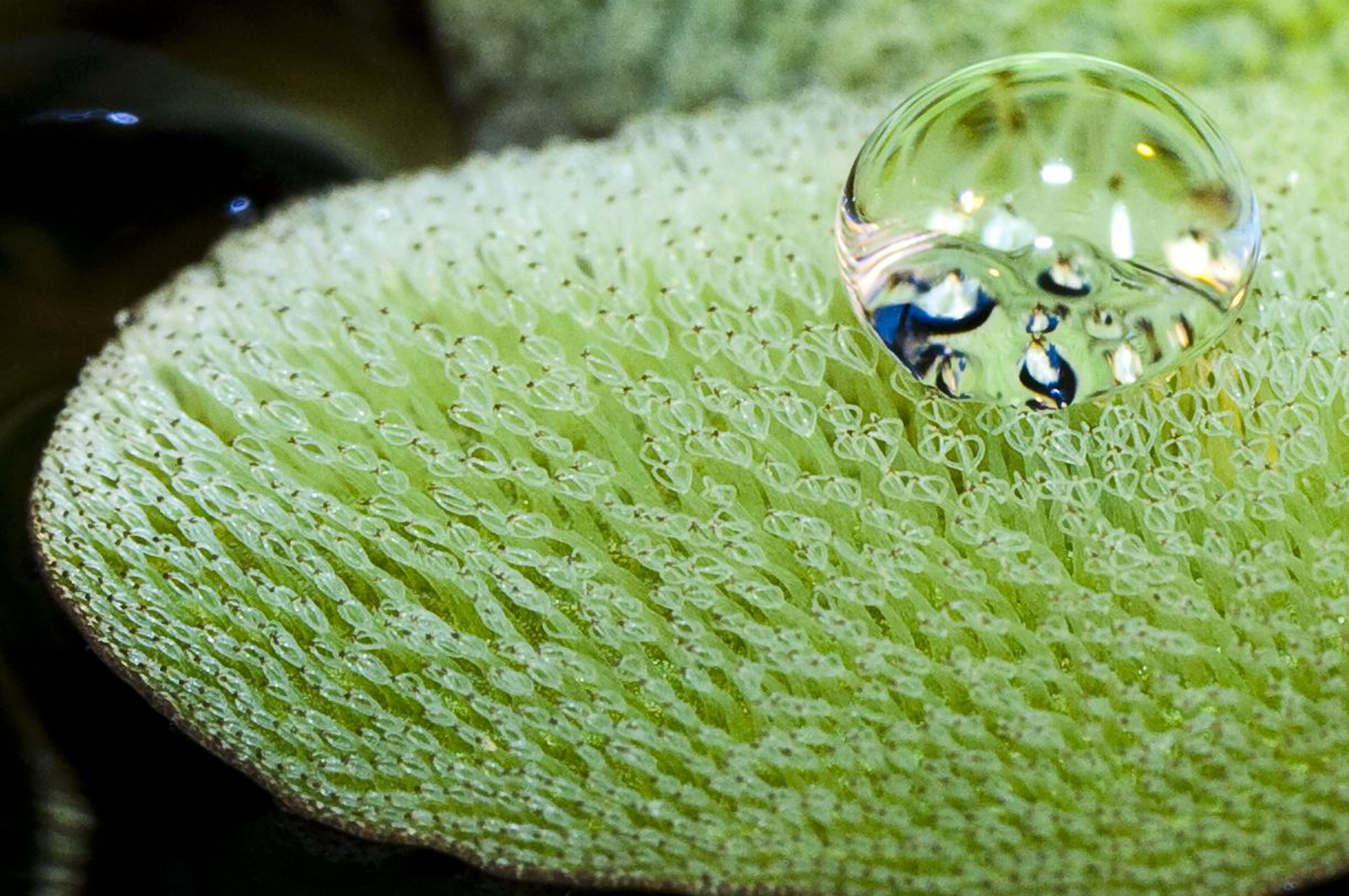